# سر گاواین و شوالیه سبز
سر گاواین و شوالیه سبز (Sir Gawain and the Green Knight) یک رمان عاشقانه جوانمردانه اواخر قرن چهاردهم به زبان انگلیسی میانه است. نویسنده ناشناخته است. این عنوان قرن‌ها بعد داده شد.